# Acorn Phoebe

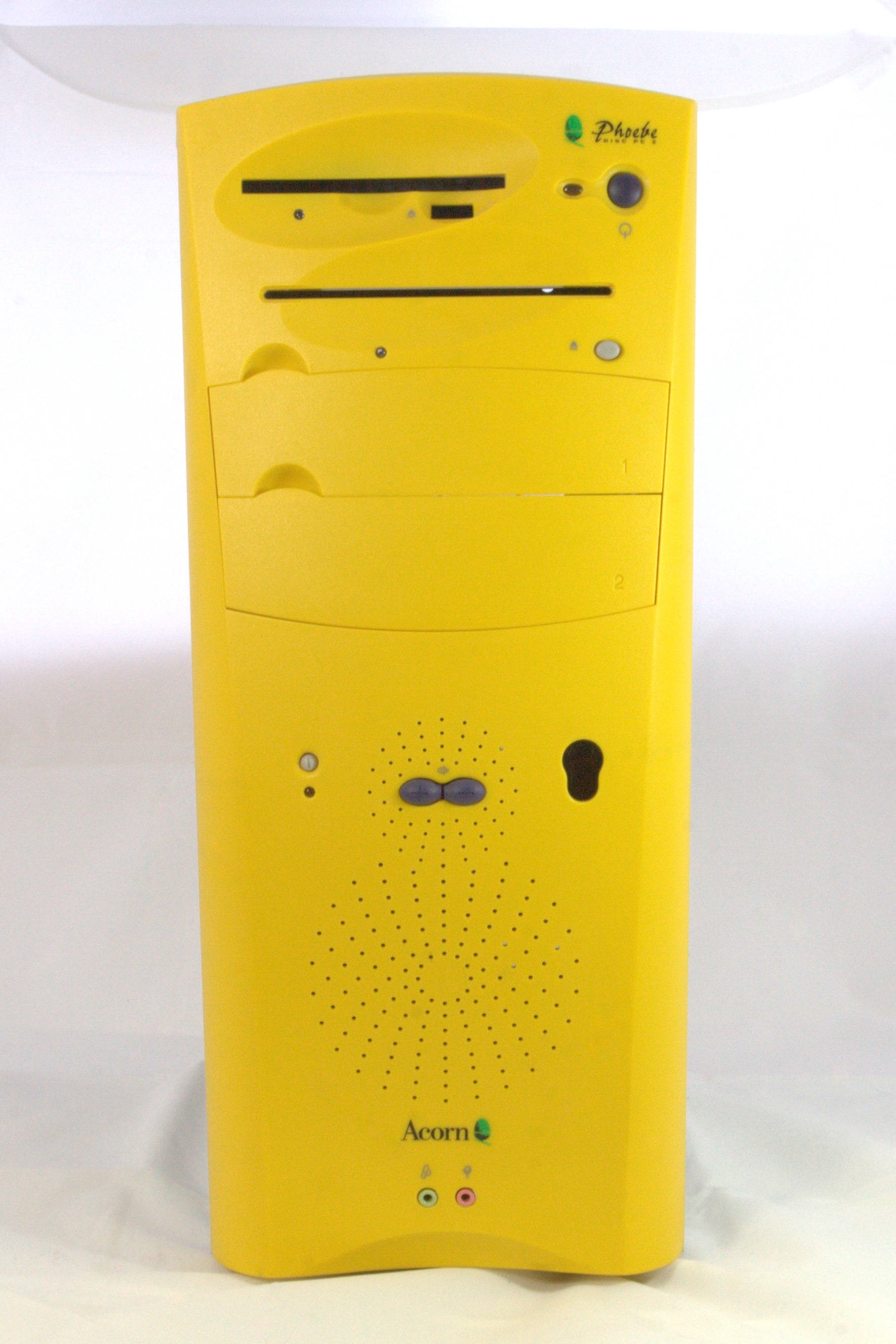
Acorn-Phoebe-Case

Phoebe 2100, oder einfacher Phoebe, ist ein Mikrocomputer der britischen Firma Acorn, der als Nachfolgeprodukt für den Risc PC angekündigt war. Aufgrund finanzwirtschaftlich getriebener Umstrukturierungen des Unternehmens wurde er nie ausgeliefert.

## Entstehungsumfeld
Schon um 1996 wurde erkennbar, dass die ursprünglich schnelle Basis des Risc PC nicht mehr zeitgemäß war und dringend ein Aufrüstpfad benötigt wurde. Besonders deutlich wurde das, als nach der Verfügbarkeit des StrongARM die Prozessorkarte mit diesem Chip durch den Systembus des RiscPC (16 MHz) merklich ausgebremst wurde. Die normale anvisierte Entwicklung hatte für diesen Zeitbereich einen Prozessortakt von ungefähr 80 MHz vorausgesagt, real waren es jedoch – dank der Technologie der Digital Equipment Corporation – über 200 MHz. Dazu kam, dass andere vergleichbare Plattformen seit Einführung des PCI-Busses Datenpakete mit 32 Bit bei 33 MHz und Datenraten von bis zu 133 MByte/s bewegen konnten. Ebenso wurde dringend mehr als 2 MB VideoRAM benötigt, um auch hohe Auflösungen in 16 Millionen Farben darstellen zu können (24 Bit).
Die reine Prozessorleistung war, insbesondere in Kombination mit der oft genutzten Möglichkeit der einfachen ARM Assembler Programmierung, durchaus noch kompetitiv gut aufgestellt. Jedoch war ja bereits im RiscPC Mehrprozessorfähigkeit angedacht und im Server und Workstationbereich begannen sich gerade SMP-Systeme zu etablieren. Daher wurde die Maschine auf die Benutzung mit bis zu 4 CPUs hin entworfen.

## Technik
Vorgesehen waren als wesentliche Punkte
- StrongARM Prozessor (bis zu 4 maximal) Revision T mit 233 MHz
- 64 MHz I/O Bus der Prozessorkarte
- PCI Bus mit 32 Bit bei 33 MHz (PCI 2.1) mit 4 Anschlüssen
- Backplane (als Option) für herkömmliche Podules (Erweiterungskarten)
- RAM bis zu 512 MByte per Standard DIMMs
- VideoRAM 4 MByte für Auflösungen bis 1280 × 1024 bei 16 Millionen Farben

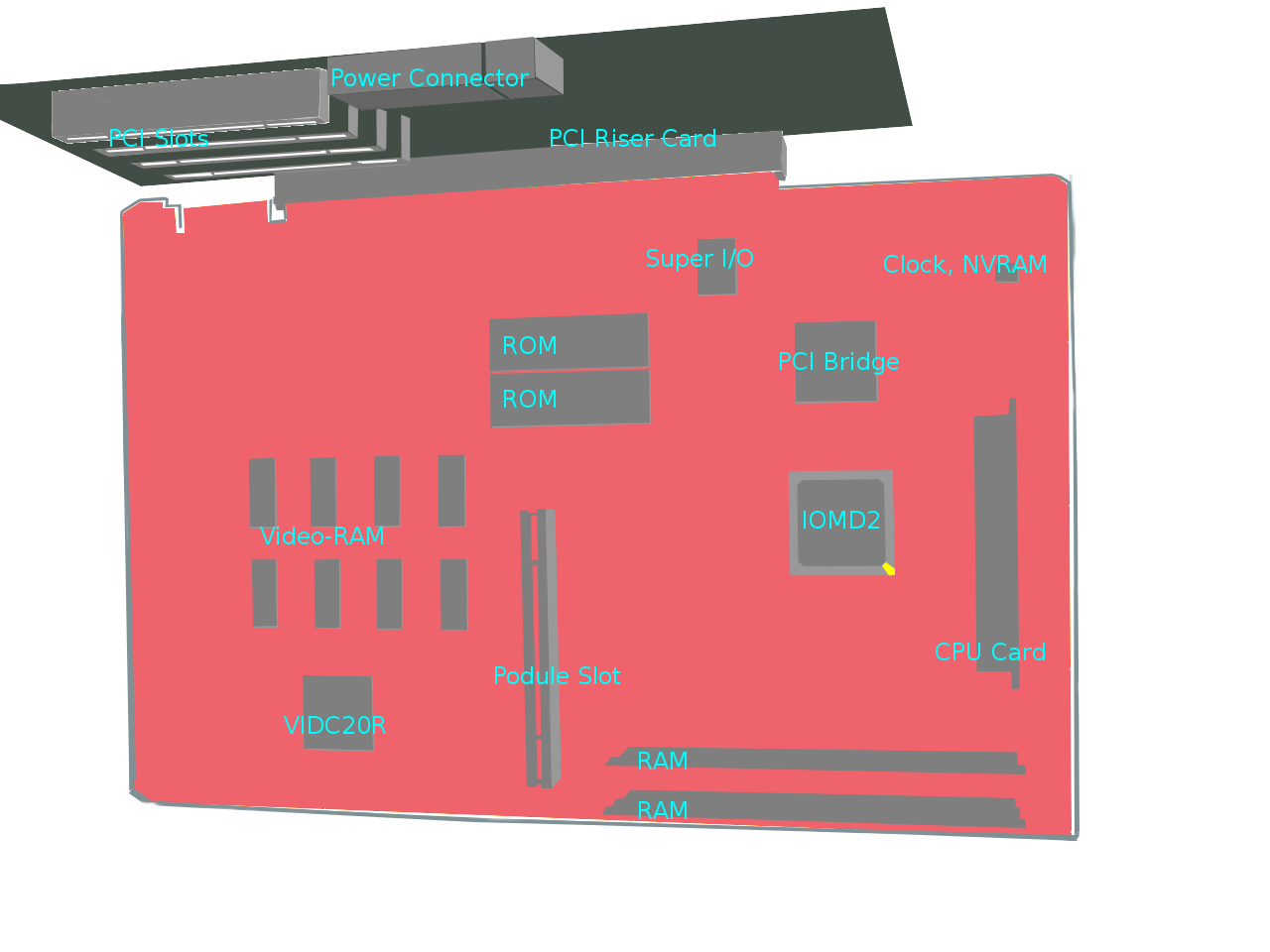
Phoebe 2100 Mainboard, ICs, auch als Toplayer zum verlinkten Mainboardbild nutzbar

Der Videochip wurde im Wesentlichen unverändert übernommen aber nun als VIDC20R in geringerer Strukturbreite gefertigt, was effektiv eine höhere Taktung erlaubte und damit auch höhere Auflösungen bzw. Bildfrequenzen. Die nun verbauten 4MB VideoRAM waren direkt auf dem Mainboard aufgelötet.
Der Input/Output Controller, IOMD2, war eine Neuentwicklung und musste das alte OpenBus-Konzept, den PCI-Bus sowie den 64-MHz-Prozessorport miteinander verbinden.
Die PCI Anbindung erfolgte über eine PCI Bridge von PLX Technology, die PCI9080. Die PCI Slots waren als Steckplätze auf einer Riser-Karte ausgeführt. Ebenso die optional installierbaren Poduleslots. Die Mikroprozessoren, zunächst nur als Einzel-CPU, wurden ähnlich wie beim RiscPC als Steckkarte ausgeführt.
Sämtliche sonstigen I/O Elemente, wie Tastatur, Floppylaufwerk oder serieller Port, wurden über einen Super I/O Chip (FDC37C67X SMC Enhanced Super I/O Controller with Fast IR) betrieben.

## Realisation
Zwischen 1997 und Ende 1998 wurde die Maschine entwickelt und ab Frühjahr 1998 auch als Entwicklerversion zur Vorbestellung angeboten (lieferfähig sobald verfügbar). Die offizielle Vorstellung war zur Messe Acorn World im Oktober 1998 vorgesehen. Als Betriebssystem sollte ein angepasstes RISC OS, 3.8, verwendet werden. Auch dieses mit wesentlichen Verbesserungen, insbesondere im Hinblick auf das Filesystem ADFS (mehr als 77 Dateien pro Verzeichnis, große Plattengrößen) und die Netzwerkunterstützung. Die Entwicklung der Webseite für die Messe war bereits abgeschlossen und die Werbung geschaltet. Sämtliche Händler waren auf das Erscheinen und die baldige Verfügbarkeit der neuen Maschine eingestellt.
Allerdings war der Kontext innerhalb Acorns so, dass das mittlerweile in viele Teile zersplitterte Unternehmen, das unter dem Dach der Acorn Holding zusammengehalten wurde, Verluste realisierte. Nur wurden diese im Allgemeinen auch durch die Einnahmen aus dem ARM Bereich mehr als ausgeglichen. So standen im Jahr 1998 den 18 Millionen Pfund Einnahmen aus dem Börsengang von ARM, Verluste von 9 Millionen Pfund der restlichen Teilunternehmen der Holding gegenüber. Die Folge waren Überlegungen zu einer massiven Umstrukturierung. Als dann die ersten gefertigten Chips (keine FPGAs) am 15. September auf dem fertigen Board noch deutliche Fehler aufwiesen, war dies der Anlass, der direkt zur Schließung der kompletten Workstation- bzw. Computer-Division am 17. September führte.
Nachfolgend wurde die Messe nicht veranstaltet, Phoebe nicht vorgestellt und auch die Firma Acorn hörte in ihrer bisherigen Form auf zu existieren.

## Demonstration
Ein funktionsfähiges Gerät wurde erstmals auf der Messe RISC OS Show 2001 einer breiteren Öffentlichkeit gezeigt.
Das „The National Museum of Computing“ hält eine Phoebe 2100 in seiner Dauerausstellung vor.